# Billy Konchellah
William (Billy) Konchellah (Kilgoris, 20 oktober 1961) is een voormalige Keniaanse 800 meterloper, die tweemaal achter elkaar wereldkampioen werd. Hij won in 1987 in Rome en in 1991 in Tokio.

## Loopbaan
Zijn overwinning in 1991 kwam onverwachts. Op het laatste rechte stuk sprintte hij Paul Ereng en Jose Luiz Barbosa voorbij. In 1993 maakte Konchellah onverwachts zijn comeback, toen hij een B-race won in Zürich. Hij reisde af naar de wereldkampioenschappen in Stuttgart en oogde sterk in de voorrondes. In de finale miste hij echter de eindsprint, die hem twee jaar eerder in Tokio een gouden medaille bezorgde. De race werd gewonnen door Paul Ruto en Konchellah finishte als derde.
Konchellah had het grootste gedeelte van zijn sportcarrière te kampen met astma. Dit zorgde ervoor, dat hij niet aan de Olympische Spelen van 1988 en 1992 mee kon doen. In de finale van de 800 m op de Olympische Spelen in 1984 werd hij vierde.
Konchellahs tijd van 1.43,06, die hij in 1987 liep, geldt nog altijd als de snelste tijd ooit op een wereldkampioenschap gelopen. Hij won ook de 800 m in 1987 op de Afrikaanse Spelen, die in Nairobi gehouden werden.
Zijn zoon Gregory Konchellah is ook een prominent atleet, die zijn naam heeft veranderd in Yusuf Saad Kamel en tegenwoordig uitkomt voor Bahrein.
Na zijn sportcarrière verhuisde Konchellah naar Oulu in Finland en trouwde met een Finse vrouw. Samen hebben ze een baby.
In 2004 werd hij aangeklaagd wegens verkrachting in Groot-Brittannië, maar werd veroordeeld voor aanranding. Hij werd vanuit Groot-Brittannië uitgeleverd aan Finland. De aanklacht luidde: het narcotiseren van twee Finse meisjes in 2002. Een van de meisjes was onder de 16 jaar, wat de leeftijdsgrens is voor legale seks in Finland. In 2005 werd hij veroordeeld voor twee verkrachtingen, seksuele uitbuiting van een kind en een drugsmisdaad. Hij kreeg hiervoor een gevangenisstraf van twee-en-een-half jaar.
Hij kwam in 2006 uit de gevangenis. Konchellah werd daarna aangeklaagd wegens andere verkrachtingszaken in Schotland, waar twee vrouwen beweren door hem te zijn verkracht in 2003.

## Titels
- Wereldkampioen 800 m - 1987, 1991
- Afrikaanse Spelen kampioen 800 m - 1987

## Persoonlijke records
Outdoor
| Onderdeel | Tijd    | Datum            | Plaats  |
| --------- | ------- | ---------------- | ------- |
| 400 m     | 45,38   | 20 juni 1979     | Nairobi |
| 800 m     | 1.43,06 | 1 september 1987 | Rome    |
| 1000 m    | 2.16,71 | 30 augustus 1985 | Brussel |
| 1500 m    | 3.50,31 | 31 mei 1997      | Athene  |

Indoor
| Onderdeel | Tijd    | Datum            | Plaats     |
| --------- | ------- | ---------------- | ---------- |
| 800 m     | 1.46,72 | 11 februari 1990 | Karlsruhe  |
| 1000 m    | 2.20,66 | 9 februari 1986  | Sherbrooke |

## Prestaties

### 400 m
- 1979:  Afrikaanse kamp. - 46,28 s
- 1980:  Vriendschapsspelen - 45,59 s

### 800 m
- 1984: 4e OS - 1.44,03
- 1987:  Afrikaanse Spelen - 1.45,99
- 1987:  WK - 1.43,06
- 1991:  WK - 1.43,99
- 1993:  WK - 1.44,89

1983 Willi Wülbeck ·
1987 Billy Konchellah ·
1991 Billy Konchellah ·
1993 Paul Ruto ·
1995 Wilson Kipketer ·
1997 Wilson Kipketer ·
1999 Wilson Kipketer ·
2001 André Bucher ·
2003 Djabir Saïd-Guerni ·
2005 Rashid Ramzi ·
2007 Alfred Kirwa Yego ·
2009 Mbulaeni Mulaudzi ·
2011 David Rudisha ·
2013 Mohammed Aman · 
2015 David Rudisha · 
2017 Pierre-Ambroise Bosse · 
2019 Donavan Brazier · 
2022 Emmanuel Korir · 
2023 Marco Arop